# آیکوت اوزتورک
آیکوت اوزتورک (انگلیسی: Aykut Öztürk؛ زادهٔ ۷ نوامبر ۱۹۸۷) بازیکن فوتبال اهل ترکیه است.
از باشگاه‌هایی که در آن بازی کرده‌است می‌توان به باشگاه فوتبال کارل زایس ینا، باشگاه فوتبال تسویکاو، باشگاه فوتبال اس‌وی زاندهاوزن، باشگاه فوتبال قونیه‌اسپور، باشگاه فوتبال سیواس‌اسپور، باشگاه فوتبال قوت-وایس ارفورت، باشگاه فوتبال وهن ویسبادن، و باشگاه فوتبال یان رگنسبورگ اشاره کرد.

## یادکرد ویکی‌پدیا
- مشارکت‌کنندگان ویکی‌پدیا. «Aykut Öztürk». در دانشنامهٔ ویکی‌پدیای انگلیسی، بازبینی‌شده در ۲۸ مارس ۲۰۲۲.